# Associazione Sportiva Gubbio 1910 2024-2025
Questa voce raccoglie le informazioni riguardanti l'Associazione Sportiva Gubbio 1910 nelle competizioni ufficiali della stagione 2024-2025.

## Rosa
Rosa aggiornata all'11 giugno 2025.
| N. |                   | Ruolo | Calciatore           |
| -- | ----------------- | ----- | -------------------- |
| 1  | Italia (bandiera) | P     | Giacomo Venturi      |
| 12 | Italia (bandiera) | P     | Luca Bolletta        |
| 22 | Italia (bandiera) | P     | Andrea Di Vincenzo   |
| 4  | Italia (bandiera) | D     | Alessandro Tozzuolo  |
| 5  | Italia (bandiera) | D     | Luigi D'Avino        |
| 13 | Italia (bandiera) | D     | Diego Stramaccioni   |
| 15 | Italia (bandiera) | D     | Andrea Signorini     |
| 21 | Italia (bandiera) | D     | Francesco Corsinelli |
| 24 | Italia (bandiera) | D     | Francesco Zallu      |
| 25 | Italia (bandiera) | D     | Antonio David        |
| 31 | Italia (bandiera) | D     | Roberto Pirrello     |
| 33 | Italia (bandiera) | D     | Gabriele Rocchi      |
| 3  | Italia (bandiera) | D     | Alberto Tentardini   |
| 6  | Italia (bandiera) | C     | Simone Franchini     |
| 8  | Italia (bandiera) | C     | Giacomo Rosaia       |
| 18 | Italia (bandiera) | C     | Cedric Gnazale       |

| N. |                   | Ruolo | Calciatore               |
| -- | ----------------- | ----- | ------------------------ |
| 19 | Italia (bandiera) | C     | Filippo Faggi            |
| 28 | Italia (bandiera) | C     | Francesco Maisto         |
| 34 | Italia (bandiera) | C     | Valerio Conti            |
| 35 | Italia (bandiera) | C     | Matteo Cuccarini         |
| 78 | Italia (bandiera) | C     | Gennaro Iaccarino        |
| 80 | Italia (bandiera) | C     | Mattia Proietti          |
| 7  | Italia (bandiera) | A     | Eugenio D'Ursi           |
| 9  | Italia (bandiera) | A     | Christian Tommasini      |
| 10 | Italia (bandiera) | A     | Alessio Di Massimo       |
| 11 | Italia (bandiera) | A     | Pietro Rovaglia          |
| 30 | Italia (bandiera) | A     | Daniel Fossati           |
| 17 | Italia (bandiera) | A     | Marco Spina              |
| 38 | Italia (bandiera) | A     | Samuel Duro              |
| 99 | Italia (bandiera) | A     | Romeo Giacomo Giovannini |
| 39 | Italia (bandiera) | A     | Riccardo Mancini         |